# پریوزرنی (آستراخان)
پریوزرنی (به لاتین: Priozerny) یک منطقهٔ مسکونی در روسیه است که در استان آستراخان واقع شده‌است.